# Gabriel Aresti
Gabriel Aresti Segurola (14. listopada 1933. – 5. lipnja 1975.) bio je jedan od najznačajnijih pisaca i pjesnika na baskijskom jeziku u 20. stoljeću. 
Odrastao je u Bilbau, koji je bio i danas ostao dominantno španjolsko govorno okruženje gdje je uporaba baskijskog jezika bila minorna. Iako je njegov otac razgovarao sa svojim roditeljima na baskijskom jeziku, to nije činio sa samim Gabrielom. Gabriel je bio samouki učenik toga jezika, te je u dobi od 21 godine surađivao u nekim časopisima. Njegova književna karijera počela je radom pod utjecajem simbolizma, Maldan Behera (spust). Njegova najvažnija djela su, međutim, "Harri eta Herri" (Kamen i Zemlja, 1964.), Euskal Harria (Baskijska zemlja, 1968.) i Harrizko Herri Hau (Ova kamena zemlja, 1971.), u vezi s socrealizma. On je također njegovao i druge žanrove, poput romana, kratkih priče i kazališta. Bio je izvrstan prevoditelj s baskijskog i na baskijski; prevodio autore kao što su Federico García Lorca, T.S. Eliot i Giovanni Boccaccio.  
Vrlo kritičan i polemičan, objavljivao je brojne članke, koji su mu je donijeli probleme, ne samo s Francovim režimom nego i s nekim od glavnim baskijskim nacionalističkim strujama, zbog svojih ljevičarskih društvenih ideja. Gabriel Aresti bio jedan od najvećih inspiratora moderne kulture baskijskog jezika (iako je uvijek nalazio na izvore u popularnoj kulturi i svakodnevnom razgovoru, suprotstavljajući se jezičnim puristima), a bio je član Akademije baskijskog jezika, branio je jedinstveni baskijski jezik, kojeg je koristio prije nego što je usvojen od strane akademije. Godine 1968. osnovao je izdavačku kuću "Lur", omogućujući novim autorima na baskijskom jeziku kao što su Ramon Saizarbitoria, Arantxa Urretabizkaia ili Xabier Lete objavljivanje prvih radova.

## Vanjske poveznice
- http://www.euskomedia.org/aunamendi/3367
- http://basquepoetry.net/?i=aurki-es&b=A  Arhivirana inačica izvorne stranice od 27. veljače 2014. (Wayback Machine)
- http://www.gabrielaresti.com/euskaltegi/?lang=es  Arhivirana inačica izvorne stranice od 20. prosinca 2014. (Wayback Machine)